# Ново-Стеклянное
Ново-Стеклянное — посёлок в Пудожском районе Республики Карелия Российской Федерации. Входит в состав Шальского сельского поселения.

## География
Находится в устьевой части реки Водла, на правом, противоположном левобережному посёлку Шальский берегу, вблизи восточного побережья Онежского озера.

## История
В 2008 году посёлки Шала Пристань и Ново-Стеклянное вошли в состав посёлка Шальский.

## Население
| 2009 |
| ---- |
| 731  |

## Инфраструктура
Почтовое отделение «Ново-Стеклянное» 186168.

## Транспорт
Автомобильный и водный транспорт. Остановка общественного транспорта «Ново-Стеклянное». Пристань Шала.